# Оха
Оха́ (нів. Выргыт, рос. Оха) — місто на острові Сахаліні, адміністративний центр Охінського міського округу Сахалінської області Російської Федерації. Розташоване у північно-східній частині острова на побережжі затоки Уркт Охотського моря за 402 км на північ від залізничної станції Ногликів та за 1 062 км на північ від Южно-Сахалінська. Населення — 19 888 особа (2023).

## Історія
У 1880 році у районі сучасного міста було відкрите нафтове родовище, у зв'язку з чим виник наметово-земляний табір, згодом перетворений на селище Охе, пізніше — Оха. Протягом 1920—1925 років місто було під японською окупацію. Перша промислова нафта видобута у 1923 році. У 1927 році тут був створений трест «Сахаліннафта». Статус міста має з 1938 року.

## Населення
| 1925    | 1931    | 1935    | 1939    | 1959    | 1967    | 1970    | 1979    | 1989    | 1992    | 1996    | 1998    | 2000    |
| ------- | ------- | ------- | ------- | ------- | ------- | ------- | ------- | ------- | ------- | ------- | ------- | ------- |
| 7700    | →7700   | ↗18 400 | ↗19 601 | ↗27 636 | ↗30 000 | ↗30 890 | ↗32 925 | ↗36 104 | ↗37 000 | ↘31 700 | ↘29 400 | ↘28 200 |
| 2001    | 2002    | 2003    | 2005    | 2006    | 2007    | 2008    | 2009    | 2010    | 2011    | 2012    | 2013    | 2014    |
| ↗28 400 | ↘27 963 | ↗28 000 | ↘27 200 | ↘26 900 | ↘26 700 | ↘26 400 | ↘26 149 | ↘23 008 | ↘22 893 | ↘22 349 | ↘21 830 | ↘21 495 |
| 2015    | 2016    | 2017    | 2018    | 2019    |         |         |         |         |         |         |         |         |
| ↘21 203 | ↘21 081 | ↘20 916 | ↘20 715 | ↘20 391 |         |         |         |         |         |         |         |         |

## Економіка
Місто є великим центром нафтової та газової промисловості Сахаліна. Найбільше промислове підприємство — ВО «Сахалінморнафтогаз». Також діють: ТЕЦ; заводи залізобетонних виробів, стінових матеріалів, механічний, деревообробний; підприємства харчової промисловості. В місті працює Сахалінський науково-дослідний і проєктний інститут «СахалінНДПІморнафта».